# ザ・ホーンテッド
ザ・ホーンテッド（THE HAUNTED）は、スウェーデン・イェーテボリ出身のメタルバンドである。1996年にアット・ザ・ゲイツが解散した後、アット・ザ・ゲイツのメンバーだったアンダースとヨナスのビョーラー兄弟とエイドリアン・アーランドソンを中心に結成された。
アット・ザ・ゲイツの音楽性を引き継ぐメロディアスな突撃型デスメタルであるが、アット・ザ・ゲイツよりは叙情的なメロディが減少し、よりストレートでソリッドなデスラッシュである。もしくは、スラッシュメタルにデスメタルのアグレッションを加えた音楽であるとも言える。しかし、2011年リリースの7thアルバム『Unseen』では、疾走曲はなく、グルーヴ・メタルに近い曲調に変化した。
2012年2月末にボーカリストのピーター・ドルヴィングが脱退し、それから約8か月後の10月には、ビョーラー兄弟の兄、アンダース・ビョーラーと、ペル・モラー・ヤンセンも脱退した。この脱退劇から1年弱が経過した2013年7月に新体制が発表された。具体的には、マルコ・アロとエイドリアン・アーランドソンが復帰し、シックス・フィート・アンダー等で活動するオーラ・エングルンドが新加入した。2014年に新体制で初となるアルバム『Exit Wounds』をリリース。

## メンバー

### 現在のメンバー
- マルコ・アロ Marco Aro - ボーカル (1999 - 2003、2013 - )
1999年にフェイス・ダウンより加入、2003年に脱退した後は再びフェイス・ダウンで活動。ザ・レジスタンスにも参加している。2013年に復帰。
- ヨナス・ビョーラー Jonas Björler - ベース (1996 - )
- パトリック・ヤンセン Patrik Jensen - リズムギター (1996 - )
サイド・プロジェクトのウィッチリーでも活動中。
- オーラ・エングルンド Ola Englund - リードギター (2013 - )
シックス・フィート・アンダー、スカー・ポイント、Fearedで活動。
- エイドリアン・アーランドソン Adrian Erlandsson - ドラムス (1996 - 1999、2013 - )
クレイドル・オブ・フィルス、パラダイス・ロストなどでも活動。
アーチ・エネミーのドラマーであるダニエル・アーランドソンは実弟。

### 元メンバー
- ピーター・ドルヴィング Peter Dolving - ボーカル (1997 - 1998, 2003 - 2012)
一時期脱退時はソロ等で活動していた。2003年に復帰するも2012年に脱退する。
- ジョン・スヴェッツロット John Zwetsloot - ギター (1996)
ディセクションより加入。
- アンダース・ビョーラー Anders Björler - リードギター (1996 - 2001, 2002 - 2012)
学業専念を理由に一時期脱退するも復帰し、2012年に脱退した。脱退後に、ソロプロジェクトを立ち上げた[3]。
- ペル・モラー・ヤンセン Per Möller Jensen - ドラムス (1999 - 2012)
デンマークのスラッシュメタルバンドアーティレリー、KONKHRA、ナイトレイジ等でも活躍。脱退後は、Carsten LenderとDeep Architectureというプロジェクトを立ち上げて、活動していく[3]。

### サポートメンバー
- マーカス・スーネソン Marcus Sunesson - ギター
ザ・クラウンのギタリスト。アンダース・ビョーラーが脱退した際に、ライブツアーのヘルプとして参加した。その際、ツアーのレパートリーを3～4日で覚えたという。[4]

## ディスコグラフィー

### アルバム
- 1998年 ザ・ホーンテッド - The Haunted
- 2000年 ザ・ホーンテッド・メイド・ミー・ドゥ・イット - The Haunted Made Me Do It
- 2003年 ワン・キル・ワンダー - One Kill Wonder
- 2004年 リヴォルヴァー - rEVOLVEr
- 2006年 ザ・デッド・アイ - The Dead Eye
- 2008年 ヴァーサス - Versus
- 2011年 アンシーン - Unseen
- 2014年 イグジット・ウーンズ - Exit Wounds

### ライブアルバム
- 2001年 ライブ・ラウンズ・イン・トーキョー - Live Rounds In Tokyo
- 2010年 The Haunted (Live in Malmö)
- 2010年 ロード・キル - Road Kill

### コンピレーション
- 1998年 V.A. / イヤープラグド3 - Earplugged3
- 2005年 God Forbid / Manntis / The Haunted (Split)
- 2005年 V.A. / ツナミ・ベネフィット - Tsunami Benifit
- 2009年 Warning Shots (Compilation)

### デモ・シングル・EP
- 1997年 Demo '97 (Demo)
- 2006年 The Medication & The Drowning (Single)
- 2014年 Eye of the Storm (EP)

### 映像作品
- 2001年 V.A. / アイ・クラッシャー - iCRUSHER
- 2002年 コート・オン・テープ - Caught On Tape
- 2010年 ロード・キル - Road Kill